# Temora discaudata
Temora discaudata är en kräftdjursart som beskrevs av Giesbrecht 1889. Temora discaudata ingår i släktet Temora och familjen Temoridae. Inga underarter finns listade i Catalogue of Life.